# Кротошински окръг
Кротошински окръг (на полски: Powiat krotoszyński) е окръг в Централна Полша, Великополско войводство. Заема площ от 713,68 км2. Административен център е град Кротошин.

## География
Окръгът се намира в историческия регион Великополша. Разположен е в южната част на войводството.

## Население
Населението на окръга възлиза на 77 994 души (2012 г.). Гъстотата е 109 души/км2.

## Административно деление
Административно окръгът е разделен на 6 общини.
Градска община:
- Сулмежице

Градско-селски общини:
- Община Здуни
- Община Кобилин
- Община Кожмин Великополски
- Община Кротошин

Селска община:
- Община Роздражев

## Галерия
- Здуни
- Кобилин
- Кожмин Великополски
- Кротошин
- Сулмежице